# Pedostrangalia tricolorata
Pedostrangalia tricolorata är en skalbaggsart som beskrevs av Holzschuh 1991. Pedostrangalia tricolorata ingår i släktet Pedostrangalia och familjen långhorningar. Inga underarter finns listade i Catalogue of Life.